# Nechte moje lidi jít!
Nechte moje lidi jít! (Let My People Go!) je francouzský hraný film z roku 2011, který režíroval Mikael Buch podle vlastního scénáře. Komedie popisuje trampoty francouzského homosexuálního žida. Film měl světovou premiéru na Mezinárodním filmovém festivalu v Montréalu. V ČR byl uveden v roce 2013 na filmovém festivalu Mezipatra.

## Děj
Ruben Steiner je francouzský gay a žid, který bydlí se svým přítelem ve Finsku. Pracuje zde jako pošťák a jednoho dne má doručit zásilku panu Tilikainenovi. Ukáže se, že obsahuje téměř 200 000 eur. Pan Tilikainen je nechce a vnutí je Rubenovi. Jeho přítel Teemu mu nevěří, že peníze dostal, a vyhodí Rubena z domu. Ten odjíždí do Paříže za rodinou, která se právě chystá na oslavu pesachu. V rodině jsou však vztahy napjaté. Sestra Irène, která si vzala góje Hervého, se chce rozvést. Otec se Rubenovi svěří, že má už 20 let milenku. O Rubena má zájem ovdovělý advokát Maurice, se kterým Ruben v opilosti strávil noc. Právě, když se rodina chystá k sederové večeři, zavolá Irène, že ji Hervé vyhodil z bytu. Její otec a bratři Ruben a Samuel za ní jedou. Přitom se poperou s Hervém a přivolanou policií. Jsou tedy předvedeni na stanici, kde stráví noc. Za Rubenem se zastaví Maurice jako jeho advokát a sdělí mu, že Teemu za ním přiletěl do Paříže. Druhý den ráno jsou všichni propuštěni. Teemu je přizván na rodinnou oslavu.

## Obsazení
| Nicolas Maury          | Ruben          |
| Jarkko Niemi           | Teemu          |
| Carmen Maura           | Rachel         |
| Jean-François Stévenin | Nathan         |
| Amira Casar            | Irène          |
| Clément Sibony         | Samuel         |
| Jean-Luc Bideau        | Maurice        |
| Didier Flamand         | André          |
| Kari Väänänen          | pan Tilikainen |
| Olavi Uusivirta        | Fredrik        |
| Aurore Clément         | Françoise      |
| Michaël Abiteboul      | Ézechiel       |
| Charlie Dupont         | Hervé          |

## Ocenění
- Philadelphia QFest: nejlepší komedie
- Asheville QFest: nejlepší film